# Unitat de cures intensives

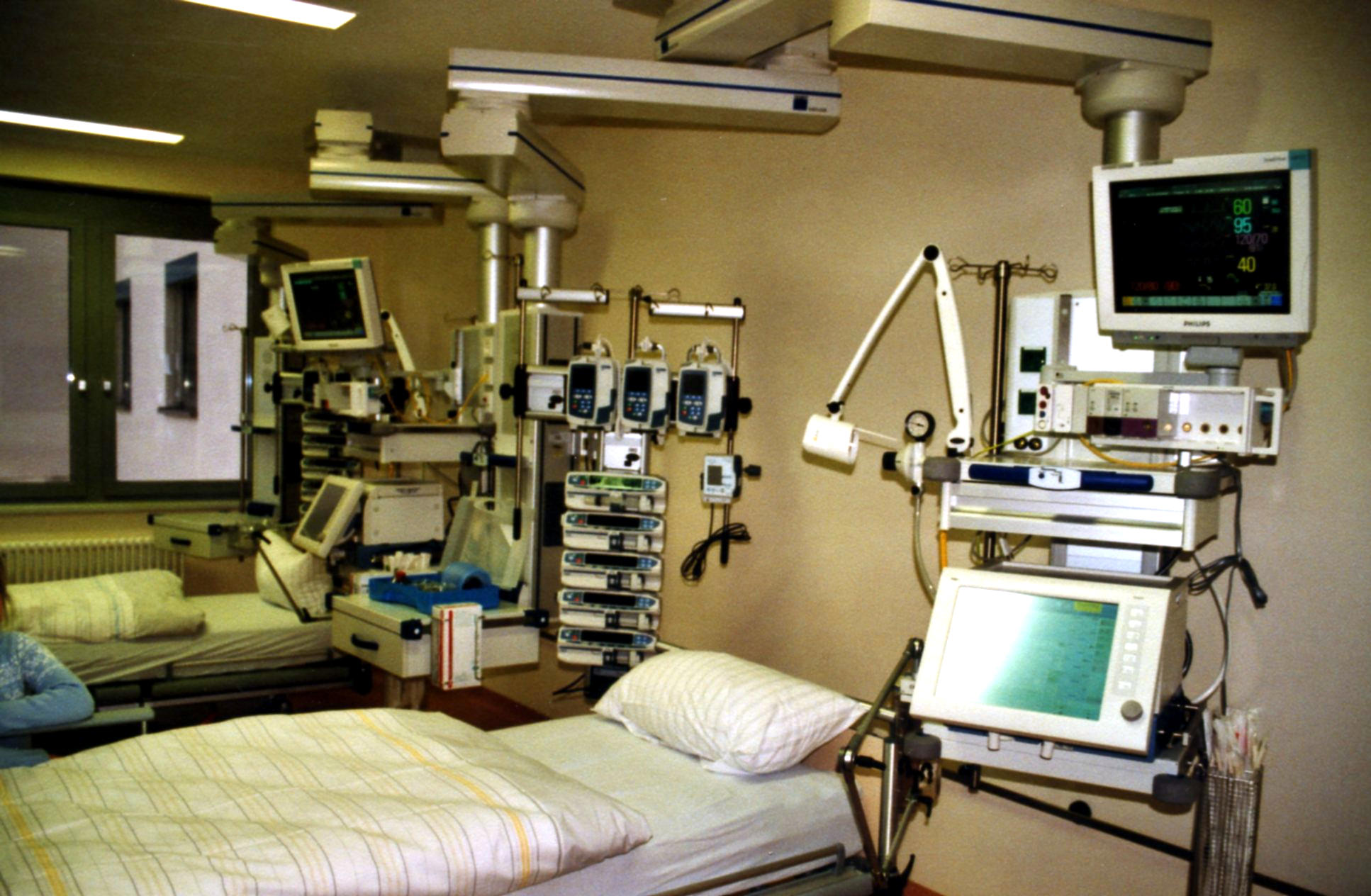
UCI d'un hospital

Una unitat de cures intensives (UCI) o unitat de vigilància intensiva (UVI) és una instal·lació especial d'un hospital que proporciona medicina intensiva. Els pacients candidats a ingressar en una unitat de cures intensives són aquells que tenen una condició greu de salut que posa en risc la seva vida i que per tal requereixen d'un monitoratge constant dels signes vitals i altres paràmetres com ara el control de líquids.
Molts hospitals han habilitat àrees de cures intensives per algunes especialitats mèdiques.
Depenent del volum de pacients ingressats pot haver-hi diferents unitats de cures intensives especialitzades a diferents àrees de la Medicina, com ara cures intensives cardiològiques o unitat coronària; unitat postoperatòria de cirurgia cardíaca; trasplantament d'òrgans; cures intensives psiquiàtriques, i cures postoperatòries, tot i que la majoria són unitats de cures intensives polivalents.
Si la població pediàtrica ho justifica es desenvolupen unitats de cures intensives pediàtriques, que cal diferenciar de les unitats neonatals, en què els pacients es mouen en un marge d'edat molt estret (des del naixement fins al dia 28 d'edat) conegut com a període neonatal.
Les unitats de cures intensives poden formar part d'un mitjà de transport, ja sigui en avions condicionats com hospital, en helicòpters, en vaixells hospitalaris (normalment integrats en cossos militars navals), en autobusos, etc.